# Huayuankou (köpinghuvudort i Kina, Jilin Sheng, lat 42,29, long 127,06)
Huayuankou är en köpinghuvudort i Kina. Den ligger i provinsen Jilin, i den nordöstra delen av landet, omkring 230 kilometer sydost om provinshuvudstaden Changchun. Antalet invånare är 16 974. Befolkningen består av 7 725 kvinnor och 9 249 män. Barn under 15 år utgör 13,0 %, vuxna 15-64 år 77 %, och äldre över 65 år 9,0 %.
Runt Huayuankou är det ganska tätbefolkat, med 52 invånare per kvadratkilometer. Huayuankou är det största samhället i trakten. I omgivningarna runt Huayuankou växer i huvudsak blandskog.
Genomsnittlig årsnederbörd är 1 146 millimeter. Den regnigaste månaden är juli, med i genomsnitt 285 mm nederbörd, och den torraste är januari, med 12 mm nederbörd.